# Purperstuithoningzuiger
De purperstuithoningzuiger (Leptocoma zeylonica, synoniem: Nectarinia zeylonica) is een soort honingzuiger.

## Kenmerken
De purperstuithoningzuiger is ongeveer 10 cm lang en weegt 7 tot 11 gram. Hij heeft een dunne naar beneden gebogen snavel en een buisvormige tong met een borstelvormig uiteinde om nectar meer op te zuigen. Mannetje en vrouwtje zijn onderling verschillend.
Het mannetje van de purperstuithoningzuiger is van boven donker kastanjebruin met een blauw-groene glans. De kopkap is glanzend groen en ook op de schouder komt dit glanzende groen terug. Op de keel zit een violetkleurige vlek, ook weer met een metaalglans, met daaronder op de borst een brede kastanjekleurige rand. Daaronder op de borst en de buik is het mannetje citroengeel. De stuit en bovenstaartdekveren zijn ook weer violetkleurig ("purper", van daar de naam).
Het vrouwtje is niet opvallend gekleurd. Zij is bruin van boven, heeft een smalle lichte wenkbrauwstreep en een donkere oogstreep. Zij heeft een duidelijke gele vlek op de buik die naar de flanken en de keel toe weer tot vuilwit verbleekt. De bovendelen zijn relatief donker; hiermee onderscheidt ze zich van andere honingzuigervrouwtjes.

## Leefwijze
Zoals andere honingzuigers voeden ze zich hoofdzakelijk op nectar, hoewel ze ook op insecten foerageren, vooral als ze jongen hebben. Ze hebben een snelle, directe vlucht en kunnen net als een kolibrie in de lucht op één plek blijven fladderen om nectar uit een bloem te halen. Meestal strijken ze onder aan de bloem neer om bij de nectar de komen.

## Gedrag
De purperstuithoningzuiger broedt het hele jaar door en kan twee broedsels grootbrengen. Het nest bestaat uit fijne plantenvezels, spinnenwebben en is aan de buitenkant bedekt met korstmossen, stukjes schors en zaadpluis. Het nest wordt gebouwd door het vrouwtje, waarbij het mannetje haar soms al vliegend vergezelt. Soms wordt het nest gebouwd dicht bij woningen, onder open portieken.

## Verspreiding
De purperstuithoningzuiger is endemisch op het Indiase subcontinent. De vogel komt voor in Zuid-India, Sri Lanka en Bangladesh (zie kaartje). Er zijn twee ondersoorten:
- Leptocoma zeylonica flaviventris: India en Bangladesh.
- Leptocoma zeylonica zeylonica: Sri Lanka.

Deze soort is leeft in diverse biotopen, open bossen, cultuurland, ondergroei maar is meestal afwezig in dichte bossen.

## Status
De grootte van de populatie is niet gekwantificeerd. De vogel is algemeen en er is geen aanleiding te veronderstellen dat de soort in aantal achteruit gaat. Om deze redenen staat deze honingzuiger als niet bedreigd op de Rode Lijst van de IUCN.

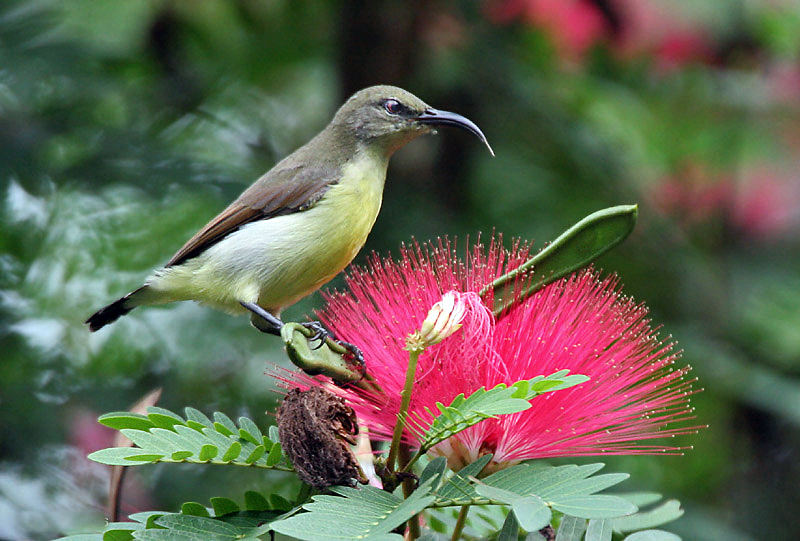
vrouwtje
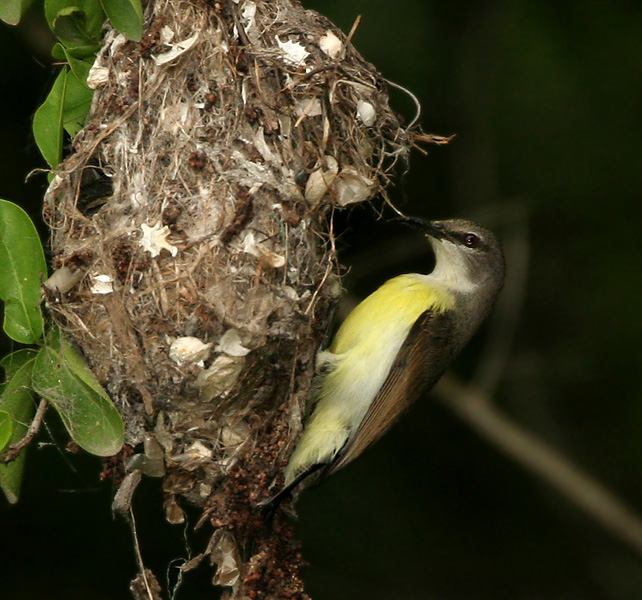
vrouwtje bij nest
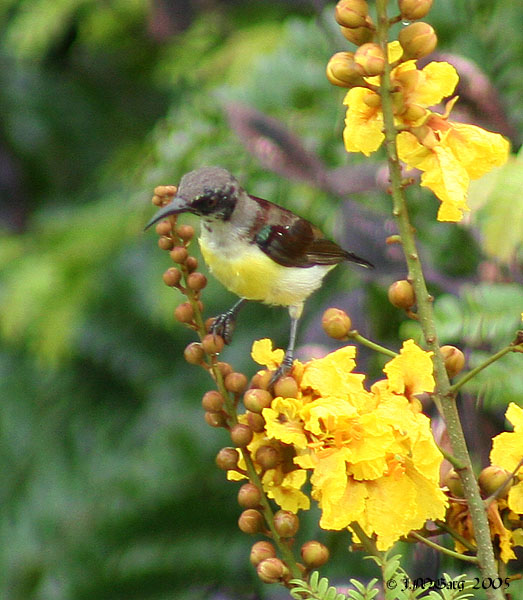
onvolwassen mannetje